# Familiar to Millions
Familiar to Millions ist das erste Livealbum beziehungsweise dritte Videoalbum der britischen Rockband Oasis aus dem Jahr 2000.

## Entstehung und Veröffentlichung
Die Erstveröffentlichung von Familiar to Millions erfolgte am 13. November 2000 bei Big Brother Records. Das Album erschien in seiner Originalausführung gleichzeitig als Livealbum auf CD (Katalognummer: RKIDCD 005) und LP (Katalognummer: RKIDLP 005) sowie als Videoalbum auf DVD (Katalognummer: RKIDDVD 005). Die Audioausführung beinhaltete dabei 18 Titel und die Videoausführung 24. Am 1. Oktober 2001 erschien eine sogenannte „Highlights Version“ mit 13 Liedern auf CD (Katalognummer: RKIDCD 005X).
Aufgenommen wurden die Liveaufnahmen während eines Konzertes im Londoner Wembley-Stadion am 21. Juli 2000.
Die CD-Ausführung enthält als Bonustitel eine Coverversion des Beatles-Songs Helter Skelter, die bei einem Konzert im Riverside Theatre in Milwaukee am 16. April 2000 aufgenommen wurde. Die „Highlights Version“ erschien ohne die Lieder Fuckin’ in the Bushes, Step Out, Stand by Me, Hey Hey, My My und Helter Skelter.
Die DVD zeigt das ganze Konzert und 45 Minuten Dokumentation mit Backstageberichten, Interviews und Filmmaterial von Fans. Außerdem ist die komplette Oasis-Diskografie inklusive internationaler Veröffentlichungen und umfangreiches Bonusmaterial enthalten. Auf der VHS ist das Konzert sowie die 20-minütige Dokumentation Mad Fer It mit Interviews von Liam und Noel Gallagher zu sehen.

## Titelliste
Alle Lieder wurden von Noel Gallagher geschrieben, Ausnahmen sind angegeben.

### Original
1. Fuckin’ in the Bushes (Intro) – 3:02
2. Go Let It Out – 5:29
3. Who Feels Love? – 6:02
4. Supersonic – 4:31
5. Shakermaker – 5:13
6. Acquiesce – 4:17
7. Step Out (Cosby, Gallagher, Moy, Wonder) – 3:52
8. Gas Panic! – 8:15
9. Roll With It – 4:43
10. Stand by Me – 5:48
11. Wonderwall – 4:43
12. Cigarettes & Alcohol – 6:55
13. Don’t Look Back in Anger – 5:27
14. Live Forever – 5:07
15. Hey Hey, My My (Neil Young) – 3:45
16. Champagne Supernova – 6:36
17. Rock ’n’ Roll Star – 7:23
18. Helter Skelter (Lennon/McCartney) – 6:30

### Highlights Version
1. Go Let It Out – 5:29
2. Who Feels Love? – 6:02
3. Supersonic – 4:31
4. Shakermaker – 5:13
5. Acquiesce – 4:17
6. Gas Panic! – 8:15
7. Roll With It – 4:43
8. Wonderwall – 4:43
9. Cigarettes & Alcohol – 6:55
10. Don’t Look Back in Anger – 5:27
11. Live Forever – 5:07
12. Champagne Supernova – 6:36
13. Rock ’n’ Roll Star – 7:23

### Mitwirkende
- Gem Archer – Rhythmusgitarre
- Andy Bell – Bass
- Jill Furmanovsky – Abbildungen
- Liam Gallagher – Gesang
- Noel Gallagher – Begleitgesang, Gesang, Leadgitarre
- Steve Gillett – Abbildungen
- Zeb Jameson – Keyboard
- Jon Lemon – Aufnahme, Produktion
- Paul Stacey – Digitale Nachbearbeitung, Produktion
- Mark Stent – Abmischung, Produktion
- Alan White – Perkussion, Schlagzeug

## Kommerzieller Erfolg

### Chartplatzierungen
| ChartsChartplatzierungen       | Höchstplatzierung | Wochen |
| ------------------------------ | ----------------- | ------ |
| Deutschland (GfK)              | 57 (1 Wo.)        | 1      |
| Österreich (Ö3)                | 39 (1 Wo.)        | 1      |
| Schweiz (IFPI)                 | 63 (4 Wo.)        | 4      |
| Vereinigte Staaten (Billboard) | 182 (1 Wo.)       | 1      |
| Vereinigtes Königreich (OCC)   | 5 (12 Wo.)        | 12     |

| ChartsChartplatzierungen       | Höchstplatzierung | Wochen |
| ------------------------------ | ----------------- | ------ |
| Vereinigte Staaten (Billboard) | 10 (… Wo.)        | …      |
| Vereinigtes Königreich (OCC)   | 2 (103 Wo.)       | 103    |

| ChartsJahrescharts (2000)    | Platzierung |
| ---------------------------- | ----------- |
| Vereinigtes Königreich (OCC) | 97          |

### Auszeichnungen für Musikverkäufe
Familiar to Millions verkaufte sich laut Quellen weltweit mehr als eine Million Mal, davon sind 700.000 Einheiten durch Schallplattenauszeichnungen belegt.
| Land/Region                  | Auszeichnungen für Musikverkäufe (Land/Region, Auszeichnung, Verkäufe) | Verkäufe |
| ---------------------------- | ---------------------------------------------------------------------- | -------- |
| Japan (RIAJ)                 | Gold                                                                   | 100.000  |
| Mexiko (AMPROFON)            | 2× Platin                                                              | 300.000  |
| Vereinigtes Königreich (BPI) | Platin                                                                 | 300.000  |
| Insgesamt                    | 1× Gold · 3× Platin ·                                                  | 700.000  |

Hauptartikel: Oasis/Auszeichnungen für Musikverkäufe